# 保障級救援打撈船
保障級救援打撈船是美國海軍旗下的一種拖曳、打捞和救助船。

## 開發設計
與所有保障級救援船一樣，保障級是美國海軍戰鬥後勤支援部隊的一部分，為海上艦隊提供救援和打撈服務。她還支持通過在靠近海岸的攻擊後打撈行動來保護岸上部隊。 她的設計目的是執行戰鬥打撈、起重、拖曳、離船消防、載人潛水作業以及對擱淺或故障船隻的緊急維修。

### 打捞失效和搁浅的船只
癱瘓或擱淺的船舶在嘗試收回或拖曳之前可能需要各種類型的援助。 保障級在其21,000立方英尺（590立方米）的救助艙中攜帶可移動切割和焊接設備、液壓和電力源以及脫水裝置。保障級還設有打撈和機械車間以及船體修理材料，以對擱淺或其他損壞的船舶進行臨時船體修理。 

### 收回搁浅船只
通過使用保障級的拖曳機和推進裝置，可以將擱淺的船隻從海灘或珊瑚礁上拉出。通過使用多達六個海灘裝備腿，可以向擱淺的船隻施加額外的回縮力，這些海灘裝備包括6,000磅（2,700公斤）的STATO錨、鋼絲繩、鏈條和救助浮標。在典型配置中，保障級船上安裝了兩條海灘裝備，而擱淺船隻上則安裝了多達四個海灘裝備。 
除了沙灘裝備的標準腿外，保障級還攜帶 4 個彈簧浮標。彈簧浮標位於左舷和右舷橋翼下方。每個彈簧浮標重約3,100磅（1,400公斤），長10英尺（3.0米），直徑6英尺（1.8米），提供7.5噸的淨浮力，可承受125噸的牽引力。當在擱淺船隻的海上發現深水時，彈簧浮標與從擱淺船隻上安裝的海灘裝置腿一起使用。

### 拖带
保障級推进机械可提供68吨的系柱拉力（零速全功率时的牵引力）。 
保障級牵引能力核心是Almon A. Johnson系列322双卷筒自动牵引机。每个鼓可承载3,000英尺（910）的21⁄4-英寸-diameter（57-），拉制镀锌，6×37右旋钢丝绳拖缆，苦端带有封闭式浸锌插座。牵引机使用一个系统自动放线和放线拖缆以保持约束应变。 
自动拖曳机还包括400系列牵引绞车，可与最多14英寸（360 mm）合成线拖缆一起使用的周长。牵引绞车具有自动放线功能，但只能手动恢复。 
保障級护栏弯曲至导缆器，防止擦伤拖缆。它包括两个垂直的船尾滚轮，用于将拖缆直接向船尾倾斜，还包括两个诺曼销滚轮，用于防止拖缆在拖曳点向前扫过横梁。艉滚轮和诺曼销通过液压升高，可承受50,000英磅（23,000）位于枪管中部。 
在拖曳操作期间，两个拖曳弓在扇尾上提供了一个安全的工作区域。 

### 载人潜水作业
保障級拥有多种潜水系统来支持不同类型的操作。潜水员在潜水台上下降到潜水深度，该潜水台由两个动力吊艇架之一降低。
潜水储物柜配备双锁高压舱，用于深潜后减压或治疗患有减压病的潜水员。 
KM-37潜水系统支持载人潜水至190英尺（58）在水面供应的空气上。飞走混合气体系统可用于支持潜水最大深度300英尺（91）。 
MK20 MOD0潜水系统允许水面供气潜水至60英尺（18）使用较轻的设备。 
保障級携带水肺潜水设备，适合比系留潜水需要更大机动性的潜水。

### 打捞水下物体
除了她的两个主要地面滑车锚[ 6,000-英磅（2,700-）海军标准无枪托或8,000-英磅（3,600-）平衡尾锚] “保障級”可以使用与她的海滩装备相关的设备来铺设多点开放水域停泊点，以便自己进行潜水和ROV操作。 
典型的四点系泊由X型结构组成，外角有四个Stato锚，中心有保障級，通过合成系泊线固定在每个系泊腿近端的弹簧浮标上。使用她的绞盘，保障級可以缩短或延长每条腿的系泊线，并改变她在沼泽中的位置。
“保障級”的前主柱上有一个7.5吨起重臂，后主柱上有一个40吨起重臂。

### 重载
保障級拥有重型起重系统，由大型船头和船尾滚轮、甲板机械和滑车组成。滚轮充当升降机钢丝绳或链条的低摩擦导缆器。滑车和甲板机械为每台升降机提供高达75吨的牵引力。两个弓形滚轮可与线性液压拉马一起使用，实现150吨的动态提升。艉滚轮可与自动拖曳机配合使用，提供150吨的动态升力。所有四个滚轮可一起使用，实现300吨的动态升力或350吨的静态潮汐升力。
保障級还配有两个辅助弓形滚轮，一起使用时可支撑75吨的举升力。

### 船外消防
“保障級”拥有三台手动操作的消防炮，一台位于前信号桥，一台位于后信号桥，一台位于艏楼，每分钟可输送高达1,000加仑的海水或水成膜泡沫（AFFF）。最初建造时，“保障号”在其前主柱上安装了第四个远程控制消防炮，但后来被拆除。“保障級”拥有一个3,600加仑的泡沫罐。
除了“保障号”携带的设备外，美国海军打捞主管还保留了一系列额外的紧急飞行打捞设备，这些设备可以部署在打捞船上，以支持各种救援和打捞行动。 

## 船级
| 艦名       | 舷號     | 造船廠         | 建造               | 下水                | 服役                | 退役               | 備註   |
| ---------- | -------- | -------------- | ------------------ | ------------------- | ------------------- | ------------------ | ------ |
| 保障號     | T-ARS-50 | 彼得森建築公司 | 1982年11月8日      | 1982年11月12日      | 1985年8月17日       | 2016年10月1日      | 已退役 |
| 抓牢號     | T-ARS-51 | 彼得森建築公司 | 1983 年 3 月 20 日 | 1984 年 5 月 21 日  | 1985 年 12 月 14 日 |                    | 服役中 |
| 薩爾沃爾號 | T-ARS-52 | 彼得森建築公司 | 1982 年 9 月 16 日 | 1983 年 11 月 12 日 | 1986 年 6 月 14 日  |                    | 服役中 |
| 抓鉤號     | T-ARS-53 | 彼得森建築公司 | 1984 年 4 月 28 日 | 1984 年 12 月 8 日  | 1986 年 11 月 15 日 | 2016 年 10 月 1 日 | 已退役 |
| 取消       | T-ARS-54 | 彼得森建築公司 | 不适用             | 不适用              | 不适用              | 不适用             | 不适用 |

## 圖片

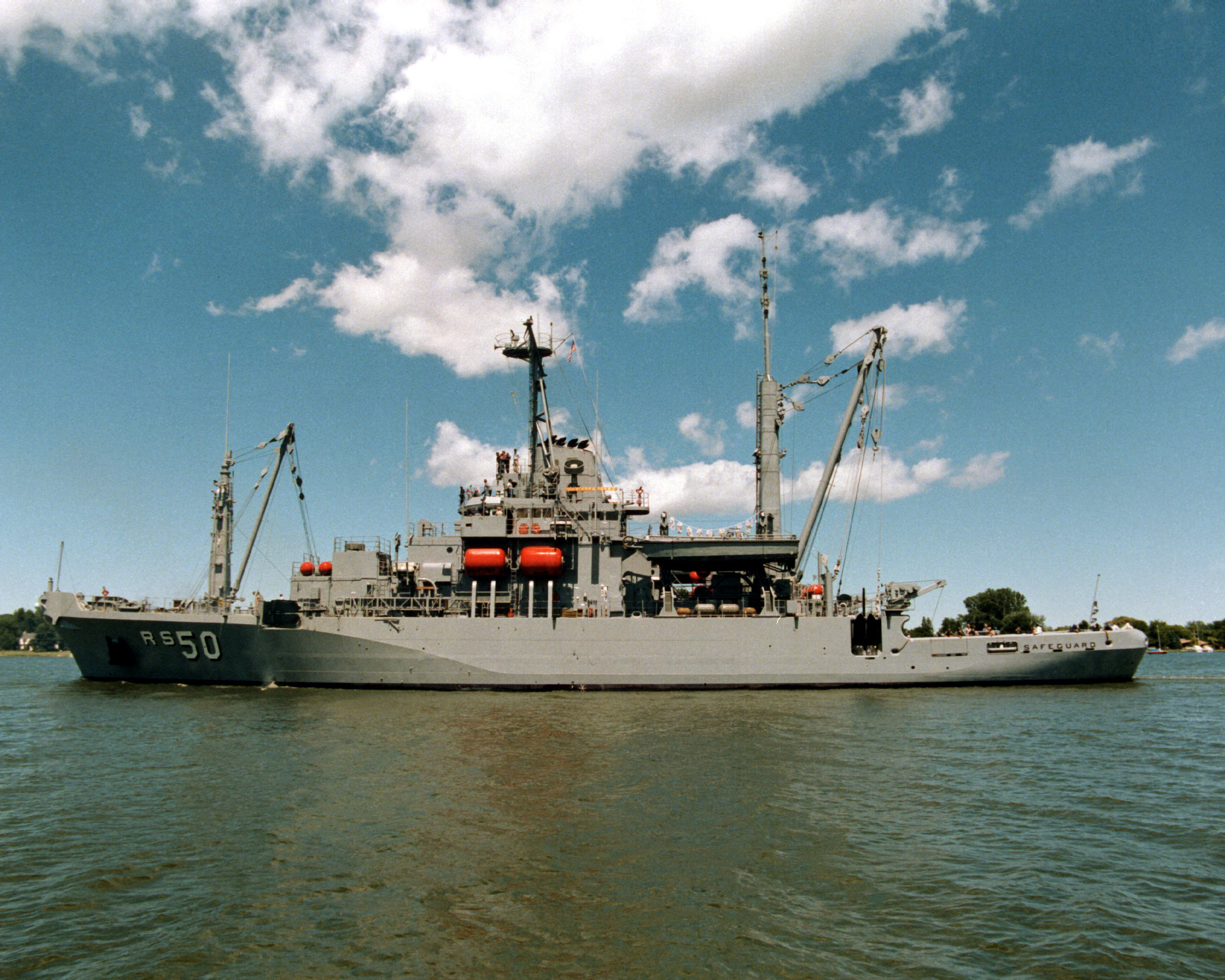
保障號
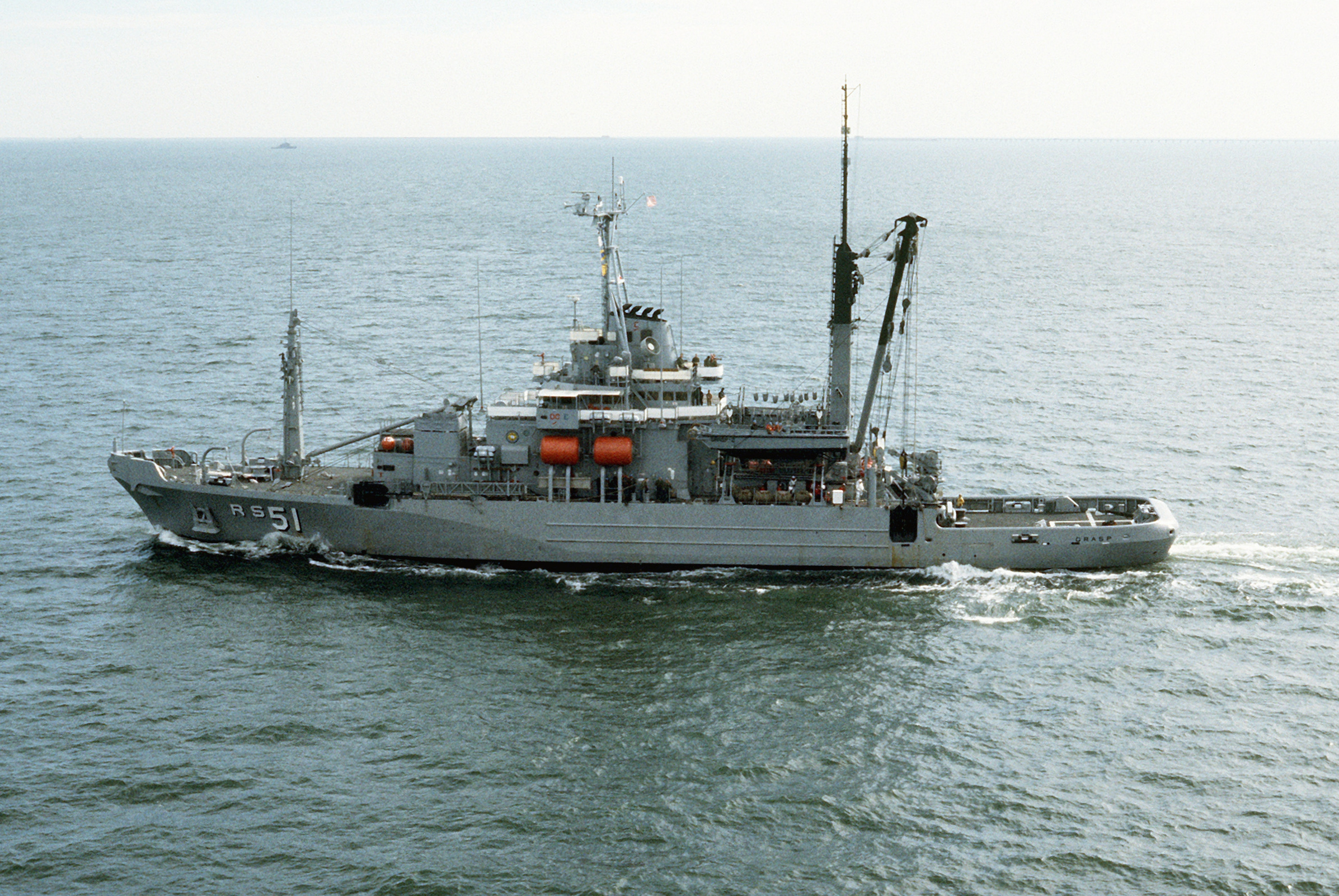
抓牢號
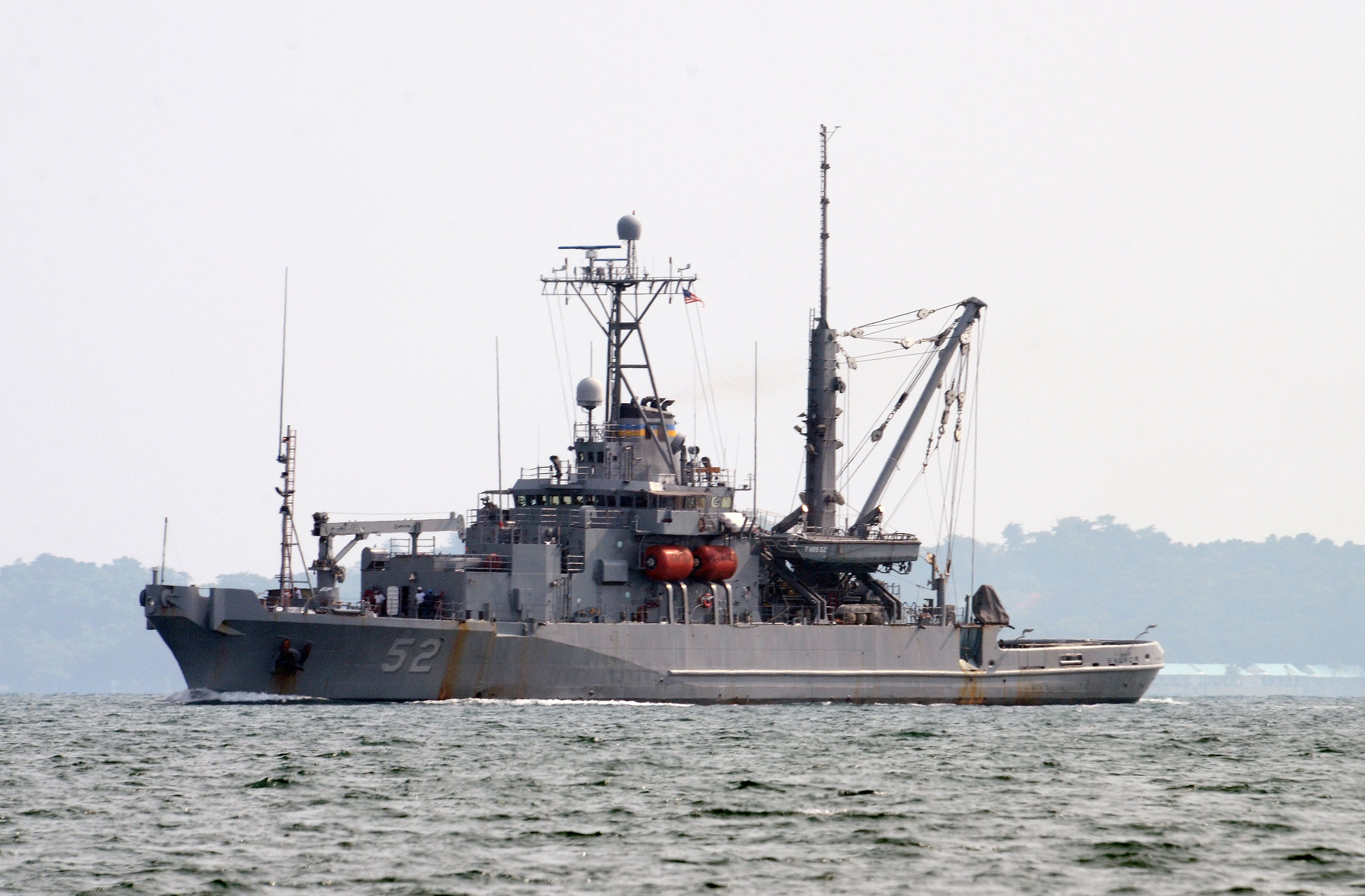
薩爾沃爾號
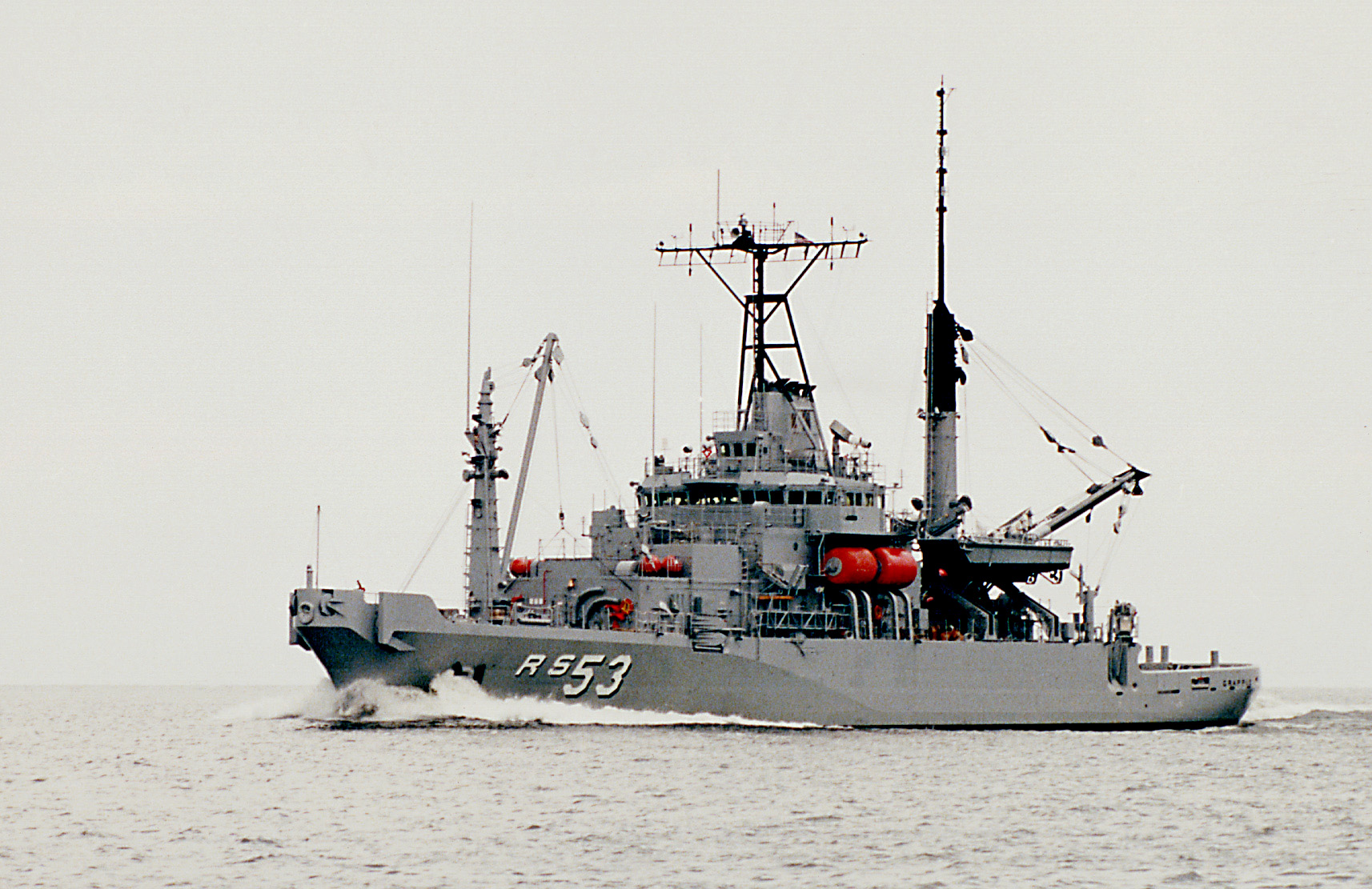
抓鉤號